# قطعنامه ۲۰۶۰ شورای امنیت
قطعنامهٔ ۲۰۶۰ شورای امنیت سازمان ملل متحد سندی بین‌المللی دربارهٔ وضعیت در سومالی است. این قطعنامه طی نشست شورای امنیت سازمان ملل متحد در تاریخ ۲۵ ژوئیه ۲۰۱۲ میلادی با ۱۵ رأی موافق، ۰ مخالف و ۰ ممتنع به تصویب رسید.